# James Newman
James Newman (ur. 16 października 1956 w Truk (obecnie Chuuk) na Powierniczych Wyspach Pacyfiku, obecnie Mikronezja) – amerykański fizyk i astronauta.

## Życiorys
W 1974 ukończył szkołę w San Diego, później studiował fizykę w Dartmouth College i na Rice University, gdzie w 1984 uzyskał doktorat. Następnie pracował w Rice, gdzie w 1985 został adiunktem na Wydziale Fizyki i Astronomii Rice University, pracował również dla Centrum Lotów Kosmicznych imienia Lyndona B. Johnsona w Houston. 17 stycznia 1990 został wyselekcjonowany przez NASA jako kandydat na astronautę, w lipcu 1990 rozpoczął szkolenie astronautyczne.
Od 12 do 22 września 1993 był specjalistą misji STS-51 trwającej 9 dni, 20 godzin i 11 minut. W trakcie misji 16 września wykonał wraz z Carlem Walzem kosmiczny spacer trwający 7 godzin i 5 minut.
Od 7 do 18 września 1995 był specjalistą misji STS-69 trwającej 10 dni, 20 godzin i 28 minut.< br/>Od 4 do 15 grudnia 1998 był specjalistą misji STS-88 trwającej 11 dni, 19 godzin i 18 minut. Wykonał wówczas (7, 9 i 12 grudnia) wraz z Jerrym Rossem trzy kosmiczne spacer trwające odpowiednio 7 godzin i 21 minut, 7 godzin i 2 minuty i 6 godzin i 59 minut.
Od 1 do 12 marca 2002 był specjalistą misji STS-109 trwającej 10 dni, 22 godziny i 10 minut. 5 i 7 marca wraz z Michaelem Massimino wykonał dwa spacery kosmiczne trwające odpowiednio 7 godzin i 16 minut oraz 7 godzin i 30 minut. 
Łącznie spędził w kosmosie 43 dni, 10 godzin i 7 minut. Pracował również w Biurze Astronautycznym NASA.